# Калмиков Бетал Едикович
Бетал Едикович Калмиков (нар. 5 листопада 1893, село Атажукіно III Нальчицького округу Терської області, тепер село Куба Баксанського району Кабардино-Балкарської Республіки, Російська Федерація — розстріляний 27 лютого 1940, місто Москва, Російська Федерація) — радянський діяч, 1-й секретар Кабардино-Балкарського обласного комітету ВКП(б). Входив до складу особливої трійки НКВС СРСР. Депутат Верховної Ради СРСР 1-го скликання.

## Біографія
Народився в бідній селянській родині. З 1902 по серпень 1907 року — пастух громадської череди в селі Атажукіно III Нальчицького округу. У 1907 році закінчив сільську школу в селі Атажукіно III. У серпні 1907 — березні 1908 року — чорнороб-опалювач на станції Катеринодар. У 1908 році закінчив залізничне училище в Катеринодарі.
У березні — листопаді 1908 року — табунщик громадського табуна станиці Мар'їнської П'ятигорського відділу Терської області. У листопаді 1908 — травні 1913 року — вантажник-чорнороб на залізниці і у приватних господарів у Ростові-на-Дону, Харкові, Георгіївську і в станиці Мар'їнській.
У 1913 році був одним з керівників Зольського повстання горців проти місцевої аристократії в Нальчицькому окрузі. З червня 1913 по квітень 1914 року переховувався від переслідувань жандармерії у верхів'ї річки Малка Балкарської ущелини. З квітня 1914 по серпень 1915 року — безробітний в Грозному, Баку і Тифлісі. У 1915 році створив і керував нелегальною селянською революційно-демократичною спілкою «Карахалк» («Біднота»).
У серпні 1915 — березні 1916 року — вантажник-вагар приватної сінопресувальні у П'ятигорську і в селі Атажукіно III. У березні — листопаді 1916 року — старший гуртоправ відгодівельного пункту у місті Буруни Моздоцького відділення Терської області. У листопаді 1916 — березні 1917 року — безробітний в Георгіївську, П'ятигорську, Армавірі, Ростові-на-Дону.
У березні 1917 — січні 1918 року — керівник селянських повстань Кабарди і Балкарії в Атажукіно III. У січні — червні 1918 року — один із керівників із підготовки та проведення народних з'їздів і з'їздів Рад Терської області в Нальчику, Моздоці, П'ятигорську, Владикавказі.
Член РКП(б) з лютого 1918 року.
З березня 1918 року — член та заступник голови Президії Народної Ради Терської Радянської Республіки.
У червні — жовтні 1918 року — комісар червоноармійських частин, командир 1-го загону частин РСЧА в Ельхотово, Малій Кабарді, Моздоці, Прохладній і Владикавказі. З липня 1918 року — надзвичайний комісар Терської області, комісар у справах національностей Терської Радянської Республіки.
У жовтні 1918 — лютому 1919 року — командир Кабардино-Балкарської кавалерійської дивізії (у складі 11-ї армії РСЧА), яка діяла на території Нальчицького округу, Інгушетії і Чечні. У січні — лютому 1919 року — член Комітету оборони Терської Радянської Республіки, голова Військово-революційного комітету Кабарди і Балкарії. У лютому — червні 1919 року — один із керівників радянських партизанських загонів під керівництвом Серго Орджонікідзе в гірських районах Інгушетії і Чечні. У червні 1919 — січні 1920 року — переховувався від білогвардійців у Грузії і на узбережжі Чорного моря.
У січні — березні 1920 року — командир Кабардино-Балкарської дивізії РСЧА.
У березні — травні 1920 року — голова Нальчицького окружного революційного комітету і командир групи частин РСЧА в Нальчику.
У травні 1920 — вересні 1921 року — голова виконавчого комітету Нальчицької окружної Ради, голова Нальчицького організаційного бюро РКП(б).
30 липня — 25 листопада 1921 року — голова Кабардинського революційного комітету.
1 грудня 1921 — травень 1930 року — голова виконавчого комітету обласної Ради Кабардинської (Кабардино-Балкарської) автономної області. У 1921—1924 роках керував каральними операціями на Кавказі, коли під виглядом боротьби з бандитизмом знищувалися усі підозрілі для нової влади люди.
У травні 1930 — 5 грудня 1936 року — відповідальний секретар обласного комітету ВКП(б) Кабардино-Балкарської автономної області. 5 грудня 1936 — 15 листопада 1938 року — 1-й секретар Кабардино-Балкарського обласного комітету ВКП(б). З 10 липня 1937 року входив до складу особливої трійки НКВС СРСР по Кабардино-Балкарській АРСР.
12 листопада 1938 року заарештований органами НКВС СРСР. 26 лютого 1940 року засуджений до розстрілу ВКВС СРСР, а 27 лютого 1940 року — страчений. Похований на Донському кладовищі Москви.
Реабілітований 18 грудня 1954 року, а 5 березня 1955 року посмертно відновлений у членах КПРС.

## Нагороди
- орден Леніна (3.09.1931)
- орден Червоного Прапора (1926)